# Zespół dworski w Czulicach
Zespół dworski w Czulicach – zespół dworski znajdujący się w Czulicach, w gminie Kocmyrzów-Luborzyca, w powiecie krakowskim, w Polsce.
Obiekt w skład którego wchodzi: dwór, park z dawnymi ogrodami użytkowymi i stawami, cmentarz żołnierzy austriackich poległych w czasie I wojny światowej oraz pomnik, został wpisany do rejestru zabytków nieruchomych województwa małopolskiego.
Pierwsze wzmianki o zapewne drewnianych budynkach otoczonych fosą pochodzą sprzed 1498. Drugi dwór spłonął pod koniec XVIII w. Obecny został wybudowany dla prof. Uniwersytetu Jagiellońskiego Adama Krzyżanowskiego (1785–1847) w drugiej ćwierci XIX w. wielokrotnie powiększany i modyfikowany. W parku rośnie ponad 500-letni dąb będący pomnikiem przyrody.

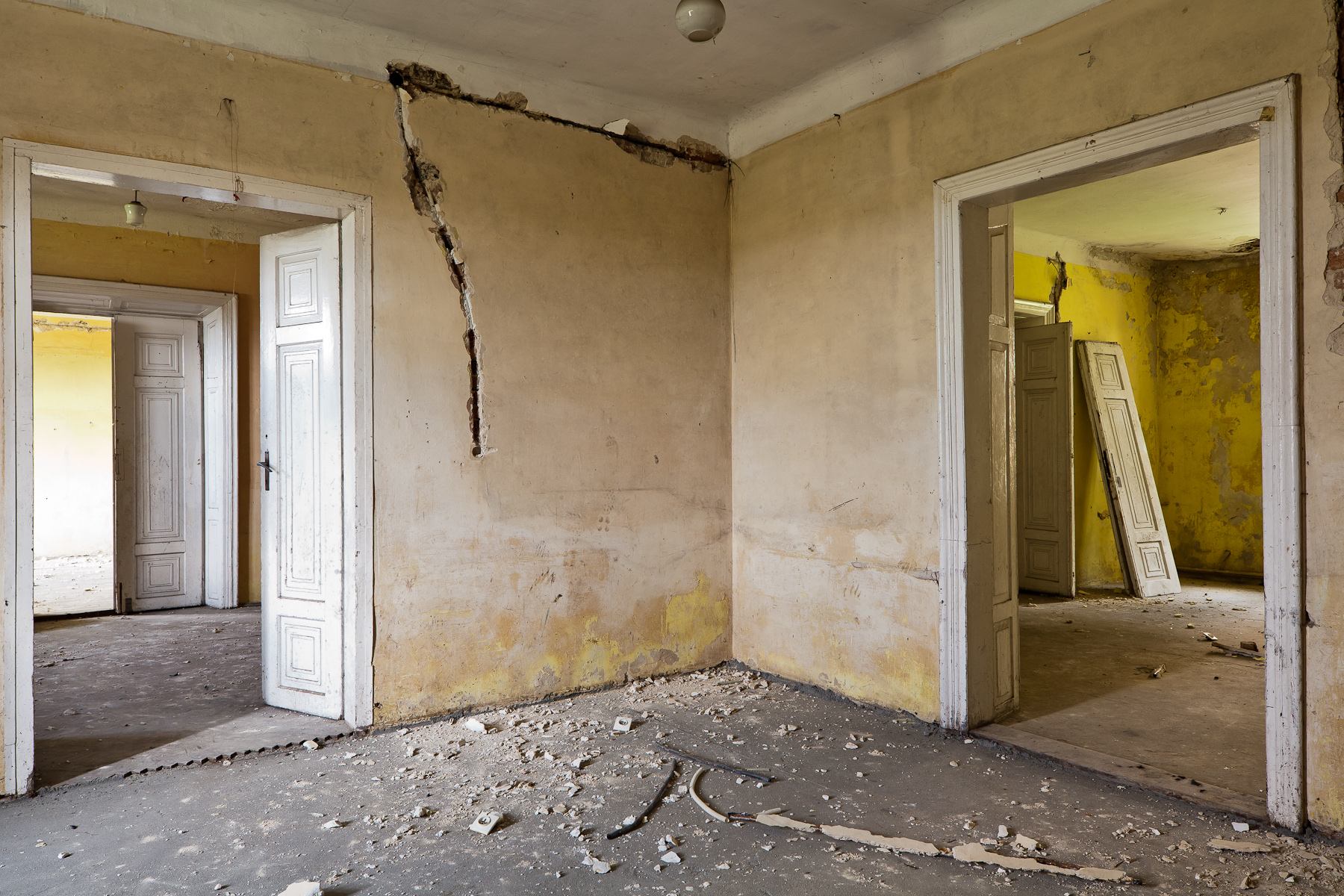
Wnętrze dworu.
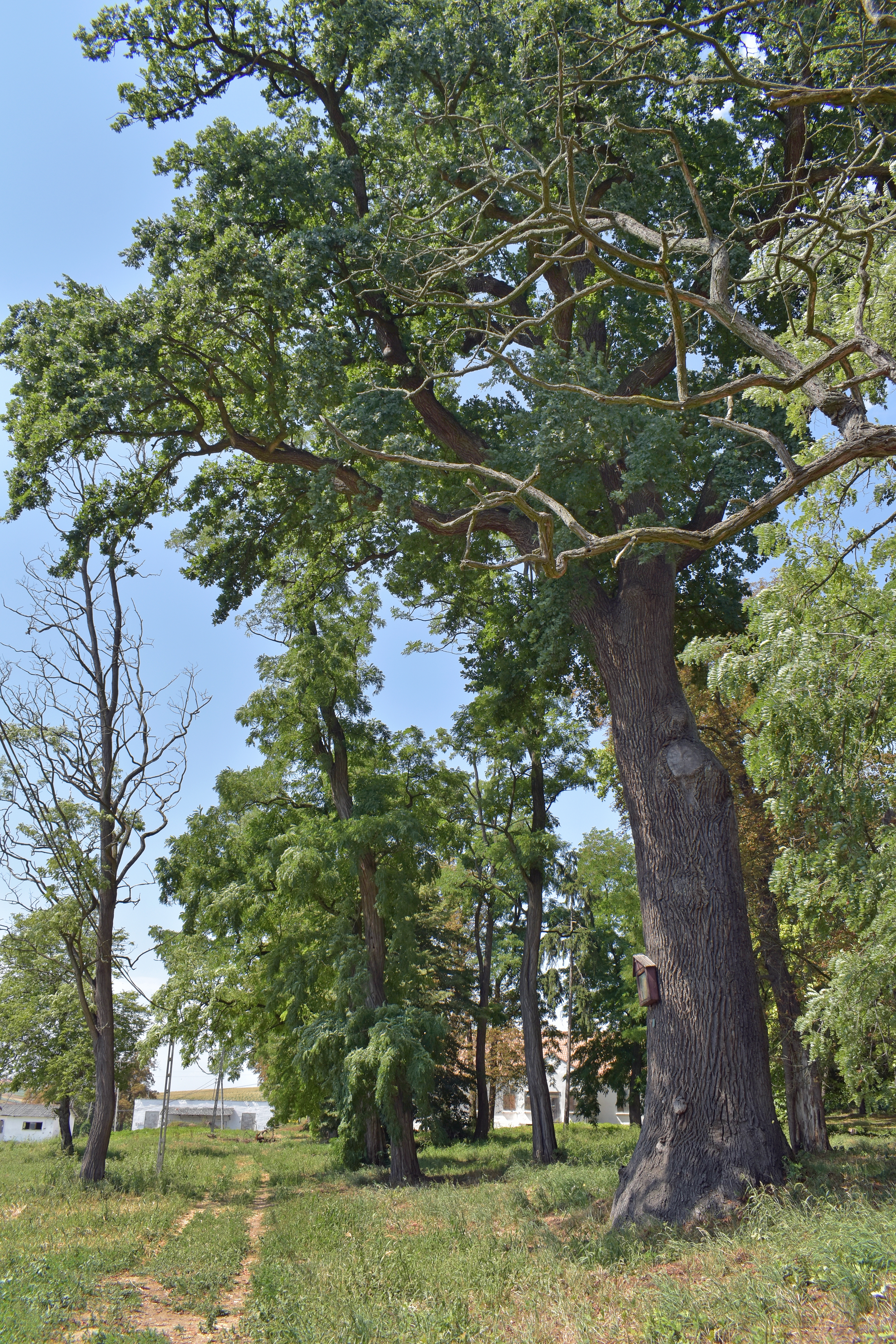
Park i stary dąb pomnik przyrody.